# Chiesa di San Rocco (Calto)
La chiesa di San Rocco è la parrocchiale di Calto, in provincia di Rovigo e diocesi di Adria-Rovigo; fa parte del vicariato di Castelmassa.

## Storia
Dalla relazione della visita pastorale del vescovo di Ferrara Giovanni Tavelli s'apprende che la primitiva chiesa di Calto era filiale della pieve di Ceneselli.
Nel 1574 monsignor Maremonti,  compiendo la sua visita apostolica, annotò che l'oratorio di San Rocco in Calto, dotato di tre altari, versava in pessime condizioni.
Alla fine del XVI secolo l'oratorio fu sostituito da una nuova chiesa grazie anche all'interessamento del vescovo di Ferrara Giovanni Fontana; questa chiesa divenne parrocchiale nel 1599 affrancandosi definitivamente dalla pieve di Ceneselli.
La struttura venne danneggiata dalle varie scosse di terremoto verificatesi nel XVII secolo e si decise, quindi, di innalzare una nuova chiesa. L'attuale parrocchiale venne costruita tra il 1689 ed il 1709 per interessamento dell'allora parroco don Giovan Battista Finato e grazie all'obolo di Antonio Riminaldi.
Nel 1818 la chiesa di Calto, assieme a tutte quelle altre appartenenti all'arcidiocesi di Ferrara ma situate sulla riva sinistra del Po, fu aggregata alla diocesi di Adria.
La chiesa fu nuovamente danneggiata durante le scosse del terremoto dell'Emilia del 2012, tra le più danneggiate del Polesine avendo subito un crollo parziale del tetto, crollo che ne determinò l'inagibilità nei successivi tre anni fino alla riapertura al culto nell'estate 2015.
Il campanile ospita 3 campane a battaglio cadente (di nota si3, reb4, mib4), fuse da due fonderie diverse. La campana maggiore è stata fusa con buona probabilità dalla fonderia Cavadini di Verona; le due piccole sono restituzioni della fonderia Pietro Colbachini di Bassano del Grappa, anno 1948. Inoltre, alla base della cella campanaria, sono situate due trombe collegate a un simulatore Melloncelli. Queste ultime vengono utilizzate per il suono dell'angelus (e per eventuali melodie).

## Descrizione

### Esterno
La facciata, che è a salienti, presenta quattro nicchie che ospitano altrettante statue scolpite da Giovanni Bonazza ed è divisa in due registri da una cornice marcapiano; entrambi gli ordini presentano lesene doriche.

### Interno
L'interno si compone di tre navate; quella centrale è caratterizzata dalla volta a botte, quelle laterali dalla volta a crociera; l'aurora termina con il presbiterio rialzato di due gradini, a sua volta chiuso dall'abside, sulla cui parete s'aprono due monofore. Opere di pregio qui conservate sono l'altare maggiore del XVIII secolo, il paliotto con raffigurazioni dei santi Antonio di Padova, Francesco e Rocco, e la seicentesca pala che rappresenta la Madonna in gloria tra i santi Sebastiano, Stefano, Rocco e Pietro Martire